# Isola Malyj Arskij
L'isola Malyj Arskij (in russo остров Малый Арский, ostrov Malyj Arskij) è un'isola russa, bagnata dal mare di Barents.
Amministrativamente fa parte del Kol'skij rajon, dell'oblast' di Murmansk, nel Circondario federale nordoccidentale.

## Geografia
L'isola è situata all'ingresso della baia Ara (губа Ара), nella parte sudoccidentale del mare di Barents. Dista dalla terraferma, nel punto più vicino, circa 85 m.
Malyj Arskij è un'isola dalla forma semicircolare irregolare, che si trova sul lato occidentale dell'ingresso della baia Ara, a sudovest dell'isola Bol'šoj Arskij (остров Большой Арский) e poco a nordest della baia Arskaja (бухта Арская).

Misura circa 830 m di lunghezza nei pressi della base e 640 m di larghezza massima nella parte centrale. A nord, raggiunge l'altezza massima di 73,1 m s.l.m.

## Isole adiacenti
Nelle vicinanze di Malyj Arskij si trovano:
- Isola Bol'šoj Arskij (остров Большой Арский), 630 m a nordest, è un'isola di forma allungata irregolare, sempre all'ingresso della baia Ara. (69°27′30.5″N 32°55′30″E)
- Isola Krestovyj (остров Крестовый), 1,4 km a nordovest, è una piccola isola allungata, situata all'interno della baia Bol'šaja Lukovaja (губа Большая Луковая). (69°27′43.5″N 32°50′56″E)